# ビー・ウィルソン
ビー・ウィルソン（Beatrice Dorothy "Bee" Wilson、1974年3月7日 - ）は、イギリスのフードライター、ジャーナリスト、歴史家。

## 略歴
作家のA. N. Wilsonと、学者のKatherine Duncan-Jonesの娘として、イギリスのオックスフォードに生まれる。ケンブリッジ大学トリニティ・カレッジで博士号を取得。1998年から2003年まで「ニュー・ステイツマン」誌のフードライターとして活躍。その後、「サンデー・テレグラフ」紙に毎週食に関するコラムを寄稿するようになり、その功績により「ギルド・オブ・フードライターズ」の年間最優秀フードジャーナリストに3度選ばれる。

## 著書
- The Hive: The Story of the Honeybee and Us (2004)
- Swindled: From Poison Sweets to Counterfeit Coffee (2008)
- Sandwich: A Global History (2010)
- Consider the Fork: A History of How We Cook and Eat (2012)
- First Bite: How We Learn to Eat (2015)
- The Way We Eat Now. Strategies for eating in a world of change. (2019)

## 邦訳書
- 『食品偽造の歴史』（高儀進訳、白水社、2009.7）Swindledの翻訳
- 『キッチンの歴史：料理道具が変えた人類の食文化』（真田由美子訳、河出書房新社、2014.1（新装版、2019.11））Consider the Forkの翻訳
- 『サンドイッチの歴史』（谷真紀訳、原書房、2015.7）Sandwichの翻訳
- 『人はこうして「食べる」を学ぶ』（堤理華訳、原書房、2017.3）First Biteの翻訳
- 『「食べる」が変わる 「食べる」を変える：豊かな食に殺されないための普通の方法』（堤理華訳、原書房、2020.2）The Way We Eat Nowの翻訳